# 中国科学院微电子研究所
中国科学院微电子研究所（简称“微电子所”）是中国科学院下设的研究机构，位于北京市朝阳区北土城西路3号。微电子所的前身是成立于1958年109厂，1986年中国科学院半导体研究所微电子学研究部分并入，成立中国科学院微电子中心，2003年改为现名。微电子所的研究领域覆盖微电子工艺、器件和集成电路设计。中国科学院大学微电子学院依托於此。

## 组织结构
共设11个研究室，分别为：
1. 硅器件与集成技术研究室(一室)
2. 专用集成电路与系统研究室(二室)
3. 纳米加工与新器件集成技术研究室(三室)
4. 微波器件与集成电路研究室(四室)
5. 通信与多媒体SoC研究室(五室)
6. 子系统总体技术研究室(六室)
7. 电子设计平台与共性技术研究室(七室)
8. 微电子设备技术研究室(八室)
9. 系统封装技术研究室(九室)
10. 集成电路先导工艺研发中心(十室)
11. 射频集成电路研究室(十一室)

所属11个研究室组成了两个中国科学院重点实验室，分别是系统芯片（SoC）设计重点实验室和微电子器件与集成技术重点实验室。